# Guo Dan
Guo Dan (n. 20 decembrie 1985, Tieling⁠(d), Republica Populară Chineză) este o arcașă ce a reprezentat Republica Populară Chineză, medaliată olimpică. A participat la o ediție a Jocurilor Olimpice (2008) în care a câștigat o medalie de argint.

## Participări
Lista de mai jos prezintă principalele competiții la care a participat Guo Dan de-a lungul carierei.
- archery at the 2008 Summer Olympics – women's team[*]